# Czartkowo
Czartkowo [pronunciación en polaco: /t͡ʂArteˈkɔvɔ/] (en alemán: Brückenkrug) es un asentamiento ubicado en el distrito administrativo de Gmina Rymań, dentro del Condado de Kołobrzeg, Voivodato de Pomerania Occidental, en el norte de Polonia occidental. Se encuentra aproximadamente a 5 kilómetros al suroeste de Rymań, a 28 kilómetros al sur de Kołobrzeg, y a 82 kilómetros al noreste de la capital regional Szczecin.
Antes de 1945, el área fue parte de Alemania. Para la historia de la región, vea Historia de Pomerania.